# Flat-top ride
 (signalé en juin 2025).
Si vous disposez d'ouvrages ou d'articles de référence ou si vous connaissez des sites web de qualité traitant du thème abordé ici, merci de compléter l'article en donnant les références utiles à sa vérifiabilité et en les liant à la section « Notes et références ».
- Archive Wikiwix
- Bing
- Cairn
- DuckDuckGo
- E. Universalis
- Gallica
- Google
- G. Books
- G. News
- G. Scholar
- Persée
- Qwant
- (zh) Baidu
- (ru) Yandex
- (wd) trouver des œuvres sur Wikidata

 (juillet 2025).
La flat-top ride est une cymbale de type ride, donc de diamètre élevé (généralement entre 18 et 22 pouces) et d'un poids relativement important mais sur laquelle ne figure pas la cloche traditionnelle, au centre. La cymbale garde toutefois un aspect concave avec un bord plus bas que la cloche.
On se sert souvent de ce genre de cymbale dans des configurations jazz, plutôt dans des ensembles larges. En effet, l'absence de cloche offre une sonorité très incisive et précise, et généralement assez claire. Les autres musiciens les apprécient également, en raison de l'absence d'harmoniques excessives.
Certains batteurs jouent exclusivement avec des flat-top rides, comme Antonio Sánchez avec le Pat Metheny Group (voir (en) en:Pat Metheny Group) et Roy Haynes que l'on peut entendre sur Now He Sings, Now He Sobs, disque du pianiste Chick Corea.
De nombreux fabricants proposent des gammes complètes de cymbales flat-top ride : on en retrouve dans les séries A, A Custom, K, K Custom et Constantinople de Zildjian, entre autres. Paiste propose également certains modèles, par exemple dans la série 2002. Sabian ne propose que trois modèles, par ailleurs difficiles à trouver : un modèle dans la série Hand Hammered et deux tailles pour les modèles Signature Jack Dejohnette.
On retrouve également ces cymbales chez des fabricants de cymbales traditionnelles turques, parmi lesquels Istanbul, Bosphorus et Turkish.